# Slavo-Serbia
Slavo-Serbia hay Slaveno-Serbia (tiếng Ukraina: Слов'яносербія; tiếng Nga: Славяносербия; tiếng Serbia: Славеносрбија), là một lãnh thổ của Đế quốc Nga từ 1753 đến 1764. Khu vực nằm tại hữu ngạn sông Donets, giữa sông Bakhmutka và sông Luhan. Khu vực hiện nay thuộc các tỉnh Luhansk và Donetsk của Ukraina. Trung tâm hành chính của Slavo-Serbia là Bakhmut (Bahmut).

## Lịch sử
Theo sắc lệnh của Thượng viện ngày 29 tháng 5 năm 1753, các vùng đất miễn phí trong khu vực này được được cấp để định cư cho người Serb, người Romania, người Bulgaria, người Hy Lạp và các dân tộc Balkan khác theo Chính thống giáo Đông phương nhằm đảm bảo việc bảo vệ biên giới và phát triển phần thảo nguyên này.
Slavo-Serbia nằm dưới quyền cai quản trực tiếp của Thượng viện điều hành và Viện Chiến tranh. Những người định cư cuối cùng thành lập trung đoàn kỵ binh hussar Bakhmut năm 1764. Cũng trong năm 1764, Slavo-Serbia được chuyển thành uyezd (huyện) Donets của tỉnh Yekaterinoslav (nay thuộc tỉnh Dnipropetrovsk, Ukraina). Các chỉ huy của Slavo-Serbia là các đại tá Rajko Depreradović và Jovan Šević. Các đại tá người Serb này lãnh đạo binh sĩ của họ trong các chiến dịch khác nhau của Nga; trong thời bình họ trấn giữ vùng biên giới, cùng với người Cossack, chống các nước khác xâm lấn.

## Nhân khẩu
Tỉnh này có dân số đa dạng về sắc tộc bao gồm người Serb, người Romania và những dân tộc khác. Năm 1755, dân số của Slavo-Serbia là 1.513 người (của cả hai giới). Năm 1756, trong trung đoàn của Jovan Šević, có 38% là người Serb, 23% là người Romania và 22% là dân tộc khác.

## Địa điểm Slavo-Serbia
| Bakhmut (Bahmut)                                                                                             | Bachmut — Бахмут              | Bakhmut — Бахмут, Artemivsk — Артемівськ (Артёмовск)                                    |
| Serebrjanka                                                                                                  | Serebrjanka — Серебрянка      | Serebryanka — Серебрянка (Серебрянка)                                                   |
| Privoljno | Pryvolne — Привольне          | Pryvillya — Привілля (Приволье)                                                         |
| Verchnja | Verchnje — Верхнє             | -                                                                                       |
| Nižnje | Nyžnje — Нижнє                | Nyzhnye — Нижнє (Нижнее)                                                                |
| Lugansko | Luhanske — Луганське          | Luhanske — Луганське (Луганское)                                                        |
| Trojicka | Troicke — Троїцьке            | Troyitske — Троїцьке (Троицкое)                                                         |
| Kalinovo | Kalynovske — Калиновське      | Kalynove — Калинове (Калиново)                                                          |
| Krimsko | Krymske — Кримське            | Krymske — Кримське (Крымское)                                                           |
| Podgorno | Pidgorne — Підгорне           | Slovianoserbsk — Слов'яносербськ (Славяносербск)                                        |
| Horoše | Horoše — Хороше               | Khoroshe — Хороше                                                                       |
| Čerkasko | Čerkas'ke — Черкаське         | Cherkaskyi Brid — Черкаський Брід (Черкасский Брод) / Zymohirya — Зимогір'я (Зимогорье) |
| Žovta | Žovte — Жовте                 | Zhovte — Жовте                                                                          |
| Krasni Jar                                                                                                   | Krasnyj Jar — Красний Яр      | Krasnyi Yar — Красний Яр (Красный Яр)                                                   |
| Kamjani Brod                                                                                                 | Kamjanyj Brid — Кам'яний Брід | Kamianyi Brid — Кам'яний Брід (Каменный Брод)                                           |
| Vergunci | Vergunka — Вергунка           | Verhunka — Вергунка                                                                     |
| Ghi chú: (1)Tên Serb bằng chữ Latin Serb. (2)Tên Ukraina đượ ghi dưới dạng chuyển tự Latin và Kirin bản địa. |                               |                                                                                         |

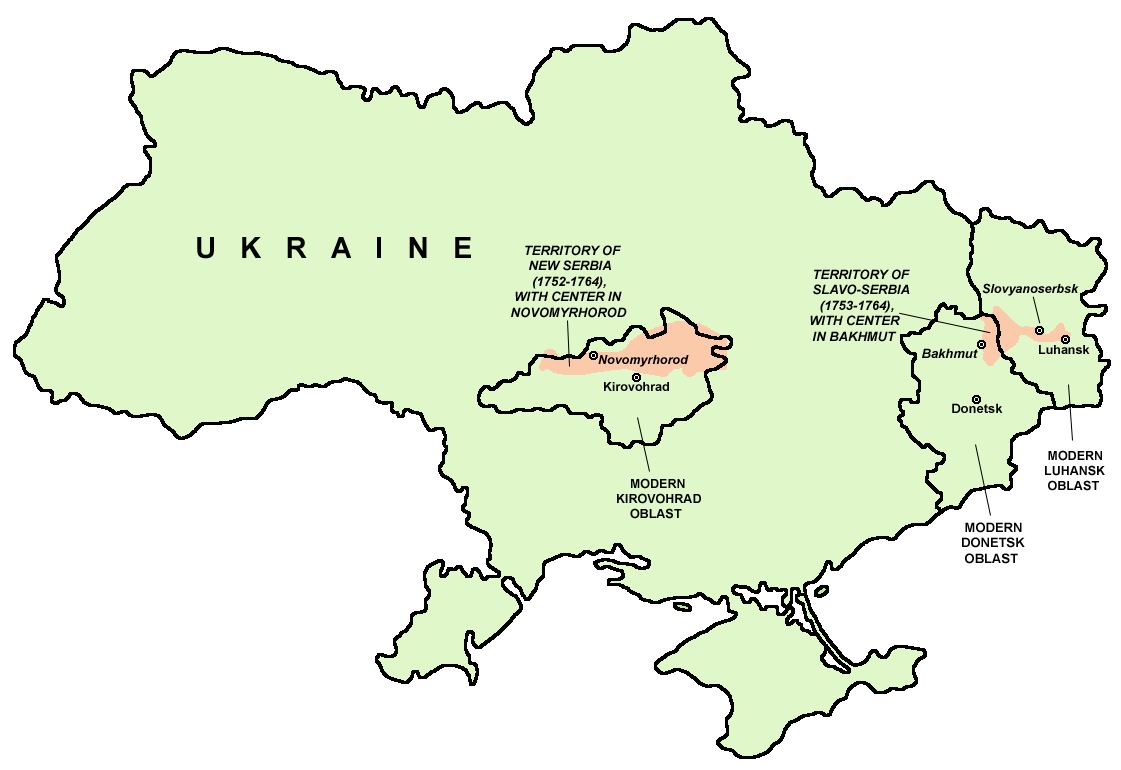
Bản đồ Ukraina với lãnh thổ Slavo-Serbia được thể hiện màu đỏ bên phải.
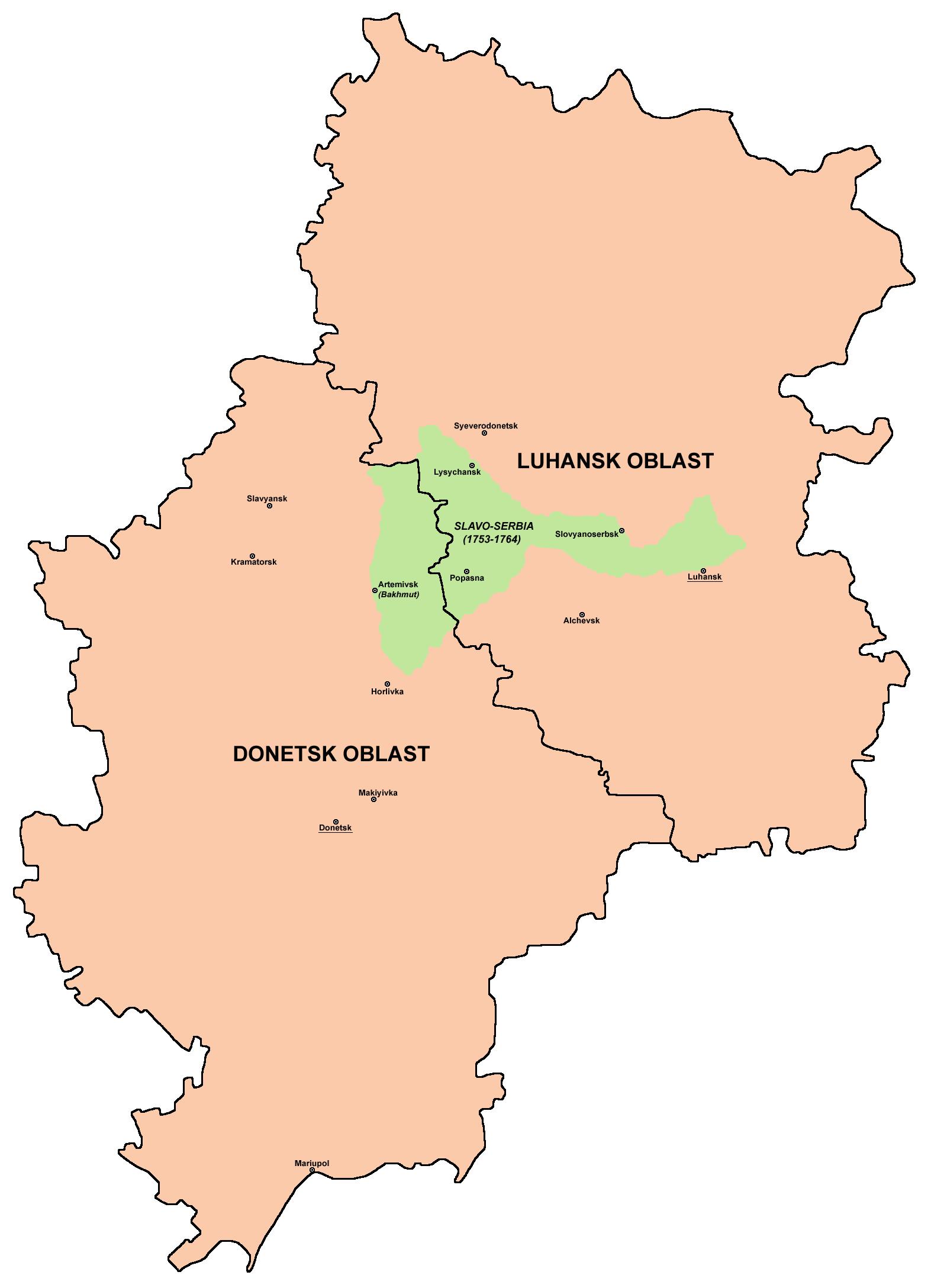
Bản đồ vị trí Slavo-Serbia.
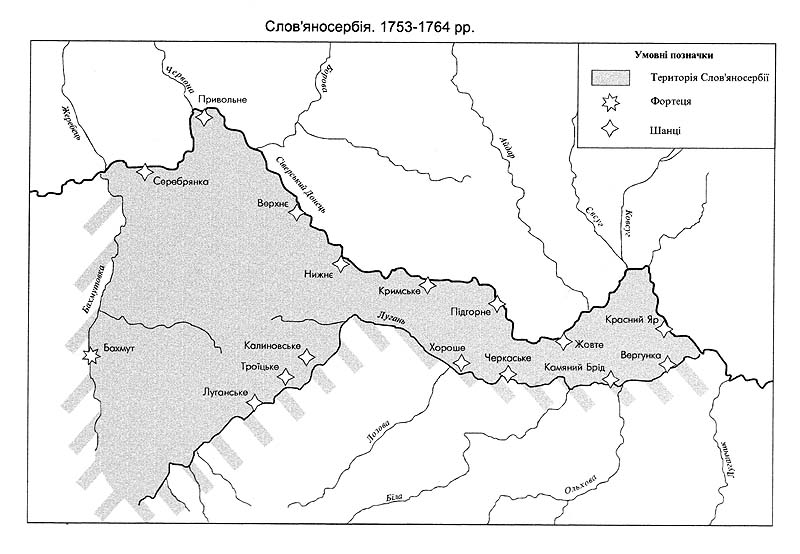
Bản đồ Slavo-Serbia.

## Thu mục
Mita Kostić (2001). "Nova Srbija i Slavenosrbija" (PDF). Novi Sad. Bản gốc (PDF) lưu trữ ngày 6 tháng 3 năm 2009. {{Chú thích tạp chí}}: Chú thích magazine cần |magazine= (trợ giúp)
- Pavel Rudjakov, Seoba Srba u Rusiju u 18. veku, Beograd, 1995.
- Olga M. Posunjko, Istorija Nove Srbije i Slavenosrbije, Novi Sad, 2002.